# Guru Har Gobind
Guru Har Gobind (Amritsar, 5 luglio 1595 – Kiratpur, 19 marzo 1644) è stato un mistico indiano.
È stato il sesto guru dei Sikh.

## Biografia
Fu figlio del più famoso Guru Arjan Dev, che morì per mano dell'Impero moghul, il 30 maggio 1606, quando Har Gobind aveva 10 anni.
Nel corso della storia, Har Gobind è stato considerato un nemico mortale dell'Impero Mughal, poiché fu il primo Guru sikh a guerreggiare con l'impero.